# 변인
변인(變因, 영어: variable and attribute)은 연구의 대상이 되고 있는 일련의 개체를 말한다. 가장 많이 쓰이는 예가, 실험에서 관측 대상과 조작 대상인, 종속 변인과 독립 변인이다.

## 독립변인과 종속변인
독립변인(獨立變因)은 특히 행동주의 심리학에서, 실험자가 실험 조건으로 조작하는 변수이다. 한편 종속변인(從屬變因)은 독립 변인의 행동변화에 따라 값이 결정되는 측정 변인이다.
한편 이러한 조작변인에 대해서 다른 변인들은 일정하게 유지되도록 고정되어야하는 통제변인으로 다루어져야하겠다.

## 종류
- 독립 변인: 다른 변인에게 작용하거나 다른 변인을 예언하거나 설명해 주는 변인. 실험연구의 경우는 독립변인은 실험자에 의하여 임의로 통제되고 조작된다. 따라*서 실험변인(experimental variable) 또는 처치변인(處置變因, treatment variable)이라고도 한다.
- 종속 변인: 독립변인의 조작결과(操作結果)에 의존하며 이의 효과를 판단하는 준거가 되는 변인. 실험의 기본적인 형태는 어떤 변인이 다른 어떤 변인에 어떠한 영향을 미치는지를 알아보고자 한다.
- 매개 변인: 종속변인에 영향을 주는 독립변인 이외의 변인으로서 연구에 통제되어야 할 변인
- 양적 변인: 양의 크기를 나타내기 위하여 수량으로 표시되는 변인
- 질적 변인: 변인이 가지고 있는 속성을 수량화할 수 없는 변인
- 연속 변인: 주어진 범위 내에서는 어떤 값도 가질 수 있는 변인
- 비연속 변인: 특정 수치만을 가진 변인
- 조작 변인: 어떤 변화를 주는 변인

## 같이 보기
- 변수
- 조작적 정의